# Wybory parlamentarne w Macedonii Północnej w 2020 roku
Wybory parlamentarne w Macedonii Północnej w 2020 roku – przedterminowe wybory parlamentarne zostały zarządzone na dzień 12 kwietnia 2020. Ustawowo kadencja parlamentu powinna upłynąć w listopadzie 2020. Decyzję o przyśpieszeniu wyborów podjął premier Zoran Zaew po tym, jak Rada Europejska nie osiągnęła porozumienia w sprawie rozpoczęcia rozmów z Macedonią Północą przystąpieniu do Unii Europejskiej w październiku 2019 roku.

## Podłoże
17 października 2019 Rada Europejska nie podała Macedonii Północnej i Albanii daty rozpoczęcia negocjacji w sprawie członkostwa w Unii Europejskiej, w wyniku sprzeciwu francuskiego prezydenta Emmanuela Macrona. Zablokowanie negocjacji było postrzegane w Macedonii Północnej jako cios dla rządu premiera Zorana Zaeva. Wcześniej w lutym 2019 państwo formalnie zmieniło nazwę z Macedonii na Macedonia Północna, aby rozwiązać długotrwały spór z Grecją, który blokował jej przystąpienie do Unii Europejskiej i NATO. Po rozmowach na wysokim szczeblu między premierem Zaevem i jego greckim odpowiednikiem Aleksisem Tsipras trwających przez cały 2018 rok, osiągnięto porozumienie.
W odpowiedzi na decyzję Rady Europejskiej Zaev ogłosił, że przedterminowe wybory parlamentarne odbędą się 12 kwietnia 2020. Data nie została wybrana przypadkowo, ponieważ oczekuje się, że Macedonia Północna będzie wówczas pełnoprawnym członkiem NATO.

## System wyborczy
Spośród 123 miejsc w Zgromadzeniu Republiki, 120 wybiera się w sześciu 20-osobowych okręgach w Macedonii Północnej, stosując proporcjonalną reprezentację na zamkniętej liście, przy czym miejsca są przydzielane przy użyciu metody D’Hondta. Pozostałe trzy miejsca są wybierane przez Macedończyków mieszkających za granicą. Mandaty przydzielane są tylko wtedy, gdy liczba głosów przekracza liczbę głosów oddanych na wybranego kandydata z najmniejszą liczbą głosów w Macedonii Północnej w poprzednich wyborach. Jeśli lista zagraniczna przekroczy ten próg, przydzielany jest jeden mandat; aby zdobyć dwa mandaty, lista musi uzyskać dwukrotną liczbę głosów, a aby przydzielić trzy mandaty, próg musi przekroczyć trzykrotność liczby głosów. Te miejsca nie zostały obsadzone w wyborach w 2016 roku z powodu niewystarczającej frekwencji.

## Wyniki
Wyniki spowodowały skrajne podzielenie parlamentu. Wygrała proeuropejska koalicja "Możemy!". Na drugim miejscu uplasowała się prawicowa Wewnętrzna Macedońska Organizacja Rewolucyjna – Demokratyczna Partia Macedońskiej Jedności Narodowej wraz z mniejszymi partiami, tracąc jedynie 1,5% do zwycięzcy. Frekwencja wyborcza wyniosła 52,02%.

| Partia                                    | Głosy                      | %                          | Liczba miejsc              | Różnica                    |
| ----------------------------------------- | -------------------------- | -------------------------- | -------------------------- | -------------------------- |
| Możemy! (SDMS i inne partie)              | 327 408                    | 35,89%                     | 46                         | -8                         |
| Odnowienie (WMRO-DPMNE i inne partie)     | 315 344                    | 34,57%                     | 44                         | -7                         |
| Demokratyczny Związek na rzecz Integracji | 104 699                    | 11,48%                     | 15                         | +5                         |
| Sojusz dla Albańczyków – Alternatywa      | 81 620                     | 8,95%                      | 12                         | +9                         |
| Lewica                                    | 37 426                     | 4,10%                      | 2                          | +2                         |
| Demokratyczna Partia Albańczyków          | 13 930                     | 1,53%                      | 1                          | -1                         |
| Integra – Macedońska Partia Konserwatywna | 12 291                     | 1,35%                      | 0                          | nowa                       |
| Obywatelska Unia Demokratyczna            | 3555                       | 0,39%                      | 0                          | nowa                       |
| MORO – Partia Robotnicza                  | 3245                       | 0,36%                      | 0                          | 0                          |
| Głos dla Macedonii                        | 2802                       | 0,31%                      | 0                          | nowa                       |
| Nigdy na północ – Tylko Macedonia         | 2604                       | 0,29%                      | 0                          | 0                          |
| Socjaldemokratyczna Unia Skopje           | 2585                       | 0,28%                      | 0                          | 0                          |
| Twoja Partia                              | 1894                       | 0,21%                      | 0                          | nowa                       |
| Demokraci                                 | 1558                       | 0,17%                      | 0                          | nowa                       |
| Partia Ludowa Romów                       | 1225                       | 0,13%                      | 0                          | nowa                       |
|                                           |                            |                            |                            |                            |
| Łącznie                                   | 912 186                    | 100,00                     | 120                        | 0                          |
| Głosy ważne                               | 912 186                    | 96,66                      |                            |                            |
| Głosy nieważne/puste                      | 31 564                     | 3,34                       |                            |                            |
| Łącznie głosów                            | 943 750                    | 100,00                     |                            |                            |
| Zarejestrowani wyborcy/frekwencja         | 1 814 263                  | 52,02                      |                            |                            |
| Źródło:                                   | Państwowa Komisja Wyborcza | Państwowa Komisja Wyborcza | Państwowa Komisja Wyborcza | Państwowa Komisja Wyborcza |